# 135 (số)
135 (một trăm ba mươi lăm) là một số tự nhiên ngay sau 134 và ngay trước 136.